# Cinclocerthia gutturalis
A Cinclocerthia gutturalis a madarak osztályának a verébalakúak (Passeriformes) rendjéhez és a gezerigófélék (Mimidae) családjához tartozó faj.

## Rendszerezése
A fajt Frédéric de Lafresnaye francia ornitológus írta le 1843-ban, a Ramphocinclus nembe Ramphocinclus gutturalis néven.

## Alfajai
- Cinclocerthia gutturalis gutturalis (Lafresnaye, 1843)
- Cinclocerthia gutturalis macrorhyncha P. L. Sclater, 1866[2]

## Előfordulása
A Kis-Antillák szigetcsoporthoz tartozó, Martinique és Saint Lucia területén honos. Természetes élőhelyei a szubtrópusi vagy trópusi síkvidéki esőerdők, lombhullató erdők és cserjések. Állandó, nem vonuló faj.

## Megjelenése
Testhossza 26 centiméter, testtömege 65–76 gramm.

## Természetvédelmi helyzete
Az elterjedési területe elég kicsi, egyedszáma viszont stabil. A Természetvédelmi Világszövetség Vörös listáján nem fenyegetett fajként szerepel.